# Арсений (Швецов)
Епископ Арсе́ний (в миру Они́сим (или Ани́сим) Васи́льевич Швецо́в; август 1840, деревня Ильина Гора, Вязниковский уезд, Владимирская губерния — 10 сентября 1908, Уральск) — епископ Русской православной старообрядческой церкви; епископ Уральский (1897—1908); духовный писатель, апологет старообрядчества, издатель.
В 2011 году Русской православной старообрядческой церковью прославлен в лике святых.

## Биография
Родился в 1840 году в деревне Ильина Гора Вязниковского уезда Владимирской губернии в семье старообрядцев-беспоповцев нетовского согласия, полагавших, что после XVII века нет истинных церкви, священства и таинств.
Получил домашнее образование, затем успешно окончил казённое сельское училище. Занимался крестьянским трудом, но даже в поле на сенокос подросток брал с собой книги и чётки, для того, чтобы читать и молиться при каждой возможности.
В юности уходил к «старцам» — беспоповским пустынникам. Поначалу родные Анисима решили, что он утонул в Клязьме. Но вскоре узнали, что их сын жив. По настоянию матери Анисим вернулся в семью.
В это время Анисима призывают на службу в армию. Но родители не желали, чтобы Анисим надевал военную форму. По тогдашней практике разрешалось нанять за деньги «охотника» — добровольца, который за вознаграждение брался отслужить за потенциального рекрута. Однако «охотник» запросил так дорого, что Анисиму пришлось занять недостающую сумму у земляков — выходцев из деревни Ильино Ковровского уезда богатых купцов-беспоповцев Першиных.
Для отработки долга поступил на службу в качестве судового приказчика в городе Коврове. Библиотека Першиных, которой молодой человек мог свободно пользоваться, стала для него настоящим сокровищем. Изучал богословские труды, находившиеся в библиотеке своих хозяев, пришёл к выводу о ложности учения о прекращении истинного священства.
Будучи по делам в Москве, был принят старообрядческим архиепископом Антонием (Шутовым), который убедил его в истинности белокриницкой иерархии.
С 1865 жил в Москве, присоединился к старообрядческой церкви и работал письмоводителем при архиепископе Антонии до его кончины в 1881 году. Продолжил заниматься самообразованием, изучая историческую и богословскую литературу из библиотеки архиепископа, учился греческому языку. Убедил своих родителей и односельчан признать белокриницкую иерархию, его усилиями в родном селе был выстроен деревянный храм во имя Святой Троицы. После кончины архиепископа Антония написал его биографию — важный источник по истории старообрядчества XIX века.
В 1883 году выехал в Румынию, где занимался организацией старообрядческой типографии и издал свой первый труд «Истинность старообрядствующей иерархии». Затем возвращается в Москву.
27 января 1885 году Анисим Швецов был пострижен архиепископом Московским и всея Руси Савватием (Левшиным) в монашество с именем Арсений, 28 января тот же архиерей рукоположил его в иеродиакона, а 29 января — в сан священноинока.
С 1887 года жил в скиту близ села Безводного Нижегородского уезда Нижегородской губернии, где вместе с Иваном Верховским организовал нелегальное гектографическое издание старообрядческих книг, в том числе собственных сочинений «Оправдание старообрядствующей Церкви» и «Книга об антихристе». Позднее это издательство было переведено в Нижний Новгород. В 1896 году про скит в Безводном был составлен такой отзыв: «Устроенный раскольниками австрийского согласия безводненский скит имеет специальное назначение – приготовлять раскольнических начетчиков к умелому пропагандированию во всех местах австрийского раскола. Он открыт для временного проживания всем австрийским начетчикам, и последние сюда являются в довольно большом количестве. Под руководством Швецова они изучают известную раскольническую казуистику, употребляемую для защиты австрийской лжеиерархии; здесь же напитываются тою слепой враждой к православию и тою наглостью и дерзостью, с какими являются на публичных собеседованиях с миссионерами»
Много путешествовал с целью старообрядческой проповеди, посетил Поволжье, Урал и Украину. В сентябре 1890 года был арестован в Черниговской губернии за «явное оказательство раскола», но весной 1891 освобождён под залог. Поселился в Нижнем Новгороде в доме купчихи Веры Михайловны Сироткиной, матери видного деятеля старообрядчества Дмитрия Васильевича Сироткина. Занимался собиранием старообрядческой библиотеки, обучением молодых богословов-начётчиков, среди которых были Фёдор Мельников и Иван Усов (в иночестве Иннокентий, будущий митрополит).
Как начётник, Арсений (Швецов) использовал не только старопечатные книги (как свои предшественники), но и новые академические издания творений Отцов церкви, находя в них аргументы в полемике с противостарообрядческими миссионерами. Разработал учение о церкви, согласно которому её непогрешимость заключается не в людях, всегда грешных и преступных, а в Христе и его благодатных действиях в церкви. Считал, что церковь имеет две стороны — внутреннюю и внешнюю; первую составляет исповедание веры, а вторую — верующие, как пасомые, так и пастыри, а равно и священнодействия, тесно связанные со званием пастырей. Из этого исходит, что в период, когда у старообрядцев в течение 180 лет не было своих архиереев, внутренняя — таинственная, благодатная, Божественная — сторона церкви продолжала существовать. Поэтому старообрядческое общество, «с лишением единомысленных себе епископов, не лишалось наименования церкви Христовой».
Деятельность Арсения (Швецова) и его богословские взгляды вызывали противоречивую реакцию в старообрядческой среде. Оппоненты — в частности, старообрядческий писатель Василий Механиков — обвиняли его в еретических воззрениях. Уже когда он был епископом, некоторые старообрядцы упрекали его во внесении исправлений в церковные книги, называя «книжным реформатором наподобие Никона», и требовали лишить за это сана. В то же время представители официальной церкви считали его своим опасным оппонентом, утверждая, что «Швецов опасный пропагандист раскола» и что он «сеет раскол по всей России».
После смерти епископа Уральского Виктора (Лютикова) выбор уральских старообрядцев пал на священноинока Арсения. В сентябре 1897 года уральцы составили прошение на имя архиепископа Савватия (Лёвшина) о введении Арсения в сан епископа. В Москву прошение повезла депутация от 23 приходов Уральской и Оренбургской епархии.
Российские иерархи дали согласие и 24 октября 1897 года в селе Елесине Нижегородской губернии Арсений был епископами Нижегородским Кирилом (Мухиным) и Казанским Иоасафом (Зеленкиным) возведён в сан епископа Уральско-Оренбургского с Азиатскою стороною.
Уже в 1898 году епископ Арсений стал местоблюстителем Московской архиепископии после того, как владыка Савватий дал требуемую властями подписку о том, что не является архиепископом, и после этого был смещён старообрядцами со своего поста. Был одним из инициаторов избрания нового архиепископа Иоанна (Картушина), содействовал налаживанию ежегодного созыва Освящённых Соборов, являлся учредителем ежегодных Всероссийских съездов старообрядцев. По инициативе владыки Арсения его ученик Иннокентий (Усов) был рукоположён во епископа Нижегородского и Костромского. Наряду с Уральской епархией временно управлял Нижегородской и Саратовской.
В августе 1899 года Освящённый собор почислил епископа Нижегородского Кирилла на покой и назначил епископа Арсения временным блюстителем Нижегородской епархии. В дальнейшем нижегородские старообрядцы просили Освящённый Собор утвердить епископа Арсения на Нижегородской епископской кафедре. В свою очередь, эти прошения вызывали недовольство у уральских старообрядцев, которые не хотели, чтобы их владыку перевели на другую епархию.
Продолжал заниматься литературной деятельностью. По словам В. П. Рябушинского, «как писатель он очень плодовит и разнообразен. Нет, кажется, ни одного вопроса, важного для старообрядчества, которого бы уральский епископ не коснулся».
В 1906 году основал в Уральске первую легальную старообрядческую типографию. До самой смерти продолжал посещать приходы трёх епархий, которыми управлял. Единственным его достоянием была библиотека, стоившая более 10 тысяч рублей — деньги, получаемые от богатых благотворителей, он передавал бедным приходам и неимущим священникам.
В 1906 году члены Саратовского старообрядческого Братства отправили на Освящённый Собор прошение об учреждении  в Саратове, как центре Поволжья, Архиепископии во главе с владыкой Арсением. А пока в России не учреждена старообрядческая Митрополия, саратовская Архиепископия будет считаться второй Архиепископией, предоставляя каноническое главенство Московской. Однако Собор оставил епископа Арсения временным управляющим Саратовско-астраханской епархии, до появления возможности открытия в Саратове Архиепископии. Вслед за этим обращением на Собор поступали прошения от уральских старообрядцев, которые буквально умоляли Собор «не отдавать» на другую епархию их владыку Арсения
В 1907 году уральские христиане обращались к Освященному Собору с прошением освободить епископа Арсения от управления Саратовской епархией вследствие его слабого здоровья. 25 июня 1907 года Собор это прошение оставил открытым, управление епархии осталось в ведении Арсения до избрания кандидата на Саратовско-Астраханскую епархию.
Скончался 10 сентября 1908 года. 14 сентября погребение совершил епископ Нижегородский Иннокентий (Усов), при тринадцати священниках и двух дьяконах. Похоронен в склепе у церковной стены, с правой стороны.

## Канонизация
В октябре 2001 года в Освящённом соборе РПСЦ в Москве было высказано предложение о канонизации Арсения, однако собор не принял определённого решения по этому вопросу.
16 октября 2008 года Освящённый Собор Русской Православной Старообрядческой Церкви причислил святителя Арсения к лику святых.
23 сентября 2010 года в городе Уральске (Казахстан) под руководством митрополита Корнилия открылись торжества, приуроченные к обретению мощей Арсения (Швецова). В храме Уральской старообрядческой общины был отслужен молебен святителю Арсению с чином соборного облачения и омовения святых мощей. 25 сентября состоялось освящение храма.
В 2011 году прославлен в лике святых Русской православной старообрядческой церковью. Мощи обретены и покоятся в Покровском старообрядческом храме Уральска.

## Публикации
- Жизнь и подвиги Антония, старообрядческого Архиепископа Московского и Владимирского. 1882 год (Москва, 2003)
- Истинность старообрядствующей иерархии противу возводимым на неё обвинений. 1885
- Оправдание старообрядствующей святой Христовой церкви, в ответах на притязательные и недоумительные вопросы настоящего времени. Яссы, 1887.
- Показание всеобдержности двуцарственного сложения в древней православной церкви и погрешностей противу святого Евангелия в новообрядствующей греко-российской церкви. Яссы, 1888.
- Книга об антихристе и о прочих действах, иже при нем быти хотящих. Яссы, 1888 (второе издание — М., 2005).
- Очерк на Разбор М. Шустова. Апология старообрядствующей иерархии А. Швецова. Гектограф. 1900 г.
- О сущности и свойствах Церкви Христовой, исповедуемой в православном Символе Веры. А. Швецов. Гектограф.
- Объяснение веры во Святую Соборную и Апостольскую Церковь между последователей церкви грекороссийской и старообрядческой. Гектограф.
- Разбор письма Т. В. Альгина 1894 г. Гектограф.
- Руководство о средствах, возбраняющих брак. Составлено Арсением, старообряд. епископом Уральским. С-Петербургъ Охт.скоропеч. 1907 г. 7(1)с.
- Собрание сочинений: Вып. 1: Сочинения апологетические (1872—1900 гг.) / Сост., подгот. текстов, науч. ред., вводн. статья В. В. Боченкова. М.-Ржев: Маргарит, 2008. — 376 с., илл. ISBN 978-5-87049-603-0.
- Собрание сочинений: Вып. 2: Исторические и историко-мемуарные сочинения (1860-е — 1906 гг.) / Сост., подгот. текстов, науч. ред., вводн. статья В. В. Боченкова. М.-Ржев: Маргарит, 2010. — 472 с., илл. ISBN 978-5-91974-001-8.
- Собрание сочинений: Вып. 3: Полемические сочинения 1871—1888 гг. Цикл работ об Окружном послании 1877—1899 гг. / Сост., подгот. текстов, науч. ред., вводн. статья В. В. Боченкова. М.-Ржев: Маргарит, 2013. — 496 с., илл. ISBN 978-5-91974-052-0.